# Curufin

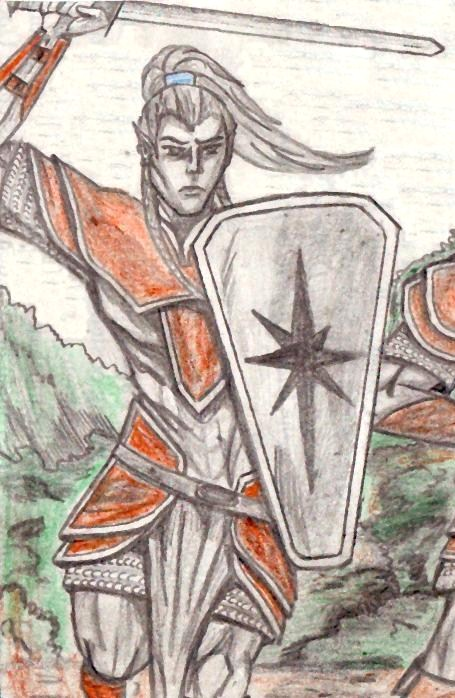
Curufin

Curufin je postava z knihy od J.R.R. Tolkiena – Silmarillion.
Curufin, nazývaný Obratný, je pátý Fëanorův syn.
Společně s otcem a šesti bratry složil přísahu, že bude pronásledovat všechny, kdo by se chtěli zmocnit silmarilů. To je přivedlo v čele Noldor do Středozemě a způsobilo mnoho zlých skutků. Do Dagor Bragollachu vládl spolu se svým bratrem Celegormem himladskému kraji. Když byla jejich země dobyta a zničena, našli i se svým lidem útočiště u příbuzných v podzemní pevnosti Nargothrond. Zde později získali velkou moc a zapříčinili neslavný odchod krále Finroda, který šel splnit svou přísahu, a pomoci Berenovi v získání silmarilu. Berena se potom Curufin s Celegormem pokusili zákeřně zabít a jeho milovanou Lúthien unést. Celegormův mocný valinorský pes Huan ale opustil svého pána a zamilovanou dvojici zachránil. Pak se Curufin a Celegorm vrátili zostuzeni ke svým bratrům na východě. Když po Berenovi zdědil silmaril Dior, podnítili Fëanorovy syny k útoku na Diorovo království Doriath. Drahokam při tomto druhém zabíjení elfů elfy získán nebyl a Curufin s bratry Celegormem a Carathirem padli v boji.
Ze všech bratrů byl Fëanorovi nejdražší a zdědil po něm nejvíce zručnosti. Tu získal i Curufinův syn Celebrimbor, který se ale činů otce zřekl, zůstal v Nargothrondu a později ve druhém věku ukul Prsteny moci.